# Brand (vuur)

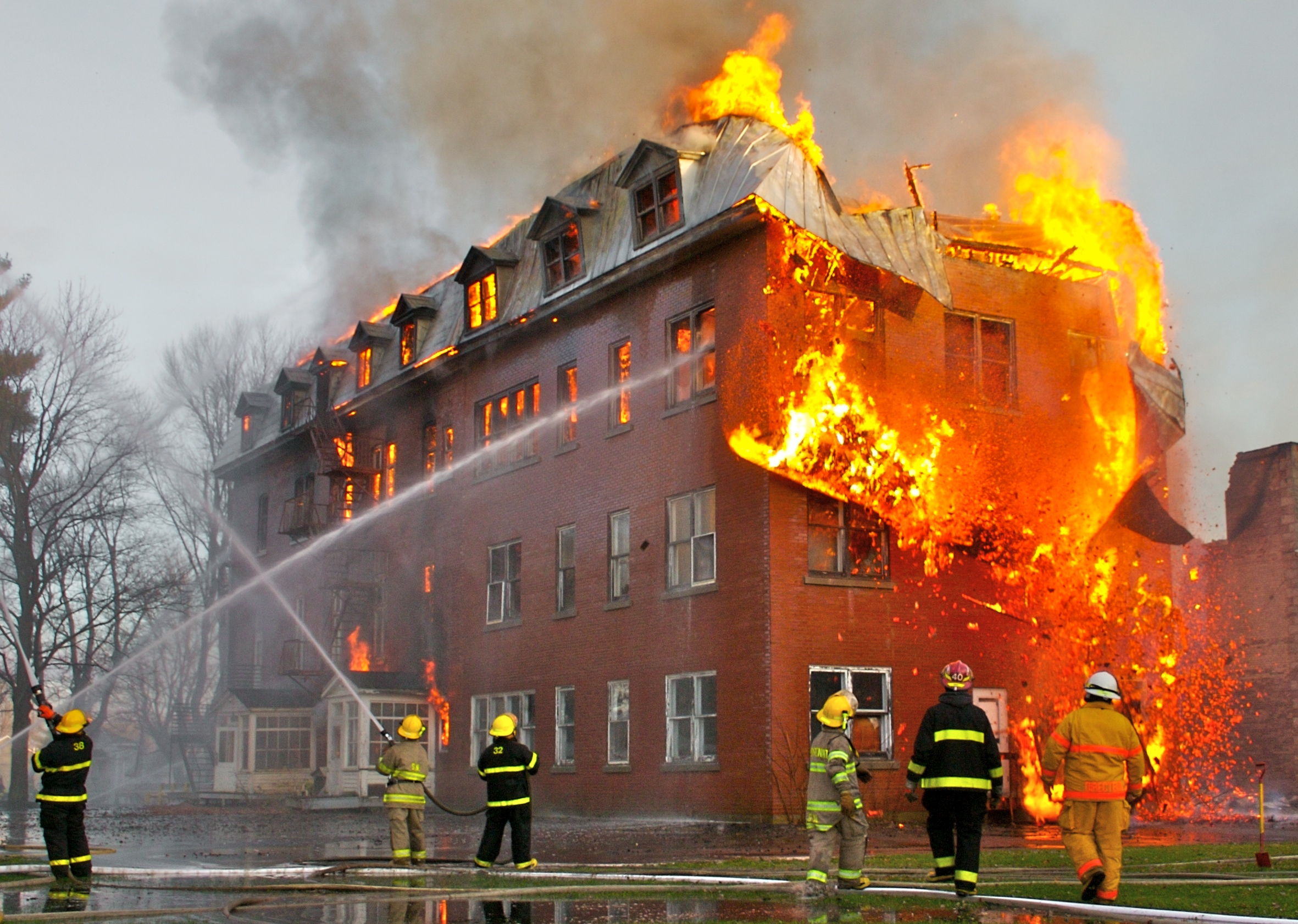
Brandend huis

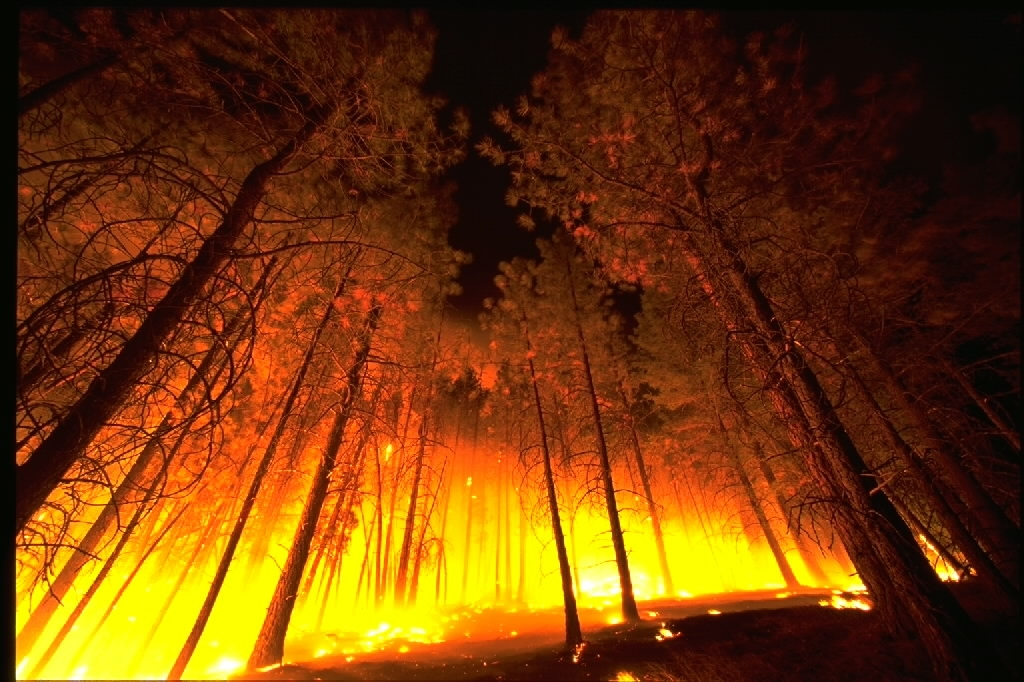
Bosbrand

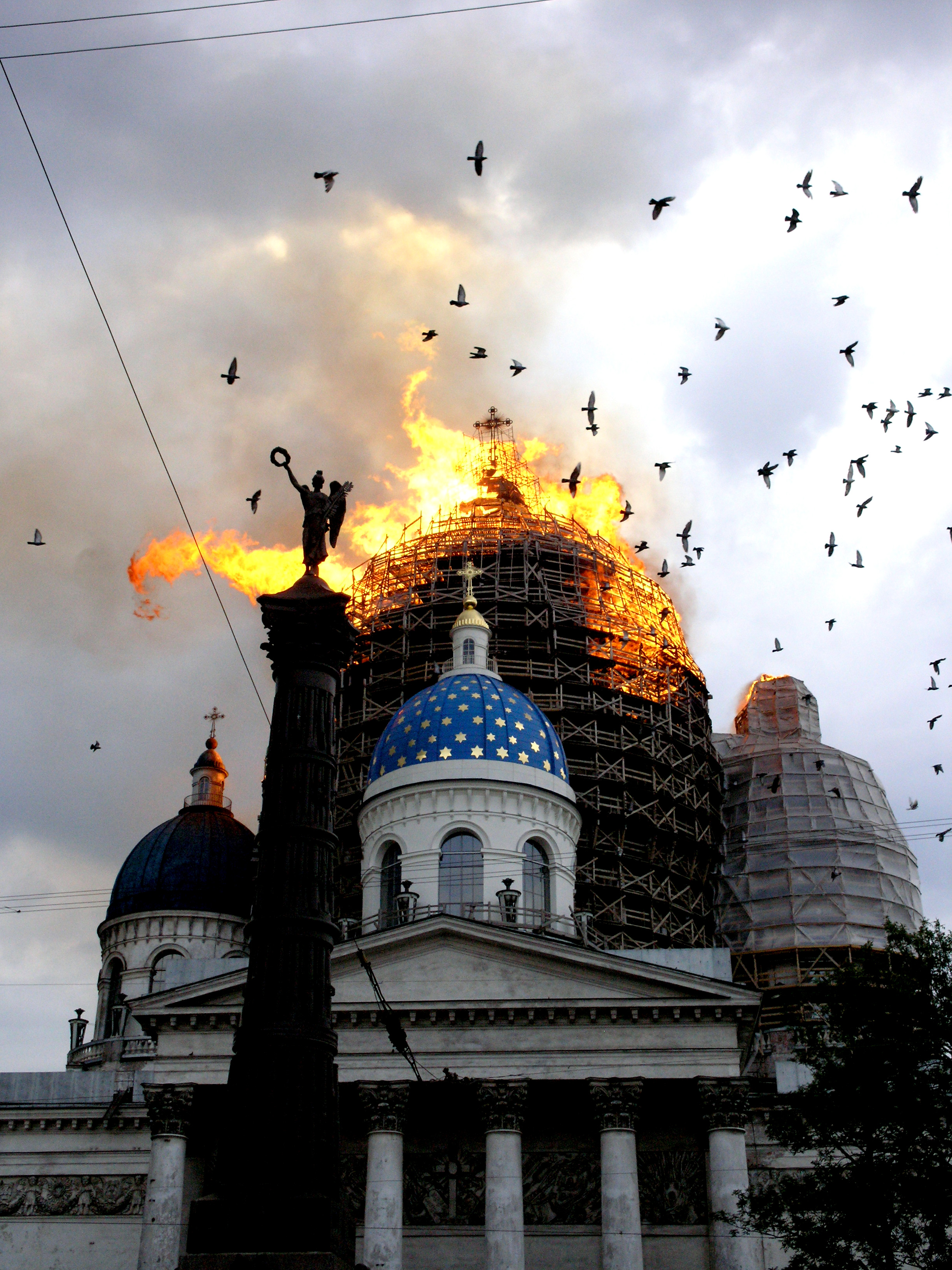
Brand in de Drievuldigheidskathedraal (Sint-Petersburg)

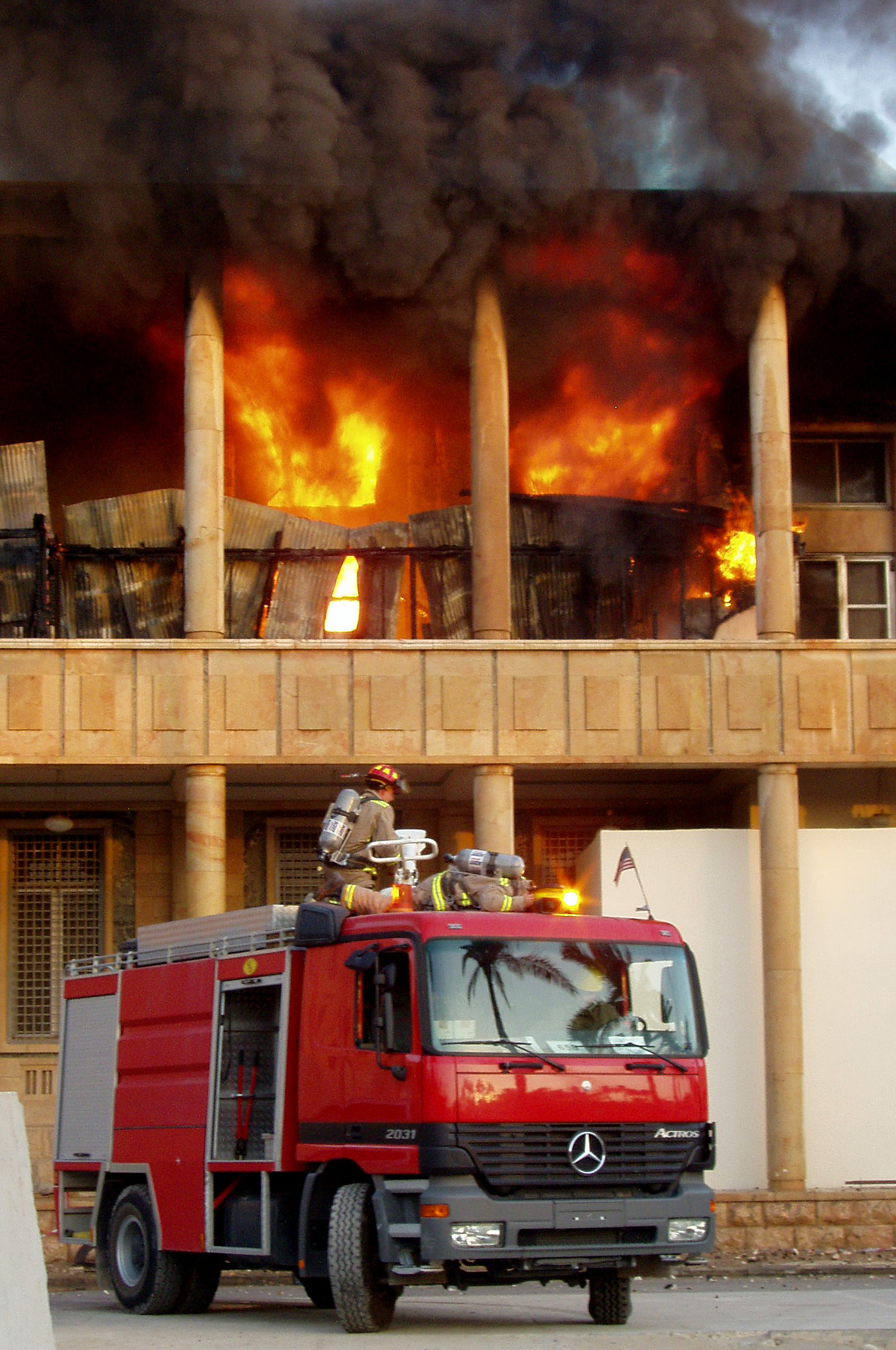
Brand en brandweer

Een brand is een verbranding met vuur die zich ongehinderd uit kan breiden en schade of gevaar veroorzaakt.
Een brand kan ontstaan door een ongeluk zoals kortsluiting, maar ook door opzet (brandstichting).

## Achtergrond
Vuur kan alleen ontstaan als sprake is van de volgende drie factoren:
1. brandbaar materiaal
2. zuurstof
3. een voldoende hoge ontbrandingstemperatuur

Deze drie factoren tezamen wordt de "branddriehoek" of "brandcirkel" genoemd.
Als mengverhouding wordt meegenomen, spreekt men van de "brandvierhoek" en als er ook een katalysator in het spel is, is er sprake van de "brandvijfhoek". Een voorbeeld van een katalysator is het laten branden van een suikerklontje door er sigarettenas op doen: de suiker brandt niet zonder de sigarettenas, maar de sigarettenas wordt niet verbruikt. De sigarettenas werkt als katalysator.
De meeste branden betreffen een zeer snelle oxidatie, ofwel een reactie van een chemische stof (in de praktijk meerdere stoffen) met zuurstof. Deze zuurstof kan ook in een van de betrokken stoffen aanwezig zijn, zoals in organische peroxide.
Koolwaterstoffen zijn over het algemeen de meest bij brand betrokken stoffen aangezien deze stoffen in zeer veel producten aanwezig zijn. Koolwaterstoffen kenmerken zich door de aanwezigheid van koolstof en waterstof in het molecuul. Deze beide stoffen oxideren zonder veel moeite met zuurstof.
De grootste bedreiging van een brand voor mensenlevens zijn niet zozeer de vlammen, maar de rook en hete (rook)gassen. De koolmonoxide in de rook doet mensen stikken en de rook vormt een ondoorzichtig gordijn, waardoor men compleet gedesoriënteerd kan raken, zelfs in de eigen woning, en zo de (nood)uitgang van het gebouw niet meer kan vinden, met alle gevolgen van dien. De hoge temperatuur kan binnen seconden de longblaasjes verbranden en zo de longen compleet uitschakelen waardoor het lichaam niet meer van zuurstof voorzien kan worden en de dood onvermijdelijk is.

## Brandweer
De brandweer is de instantie die gespecialiseerd is in het minimaliseren van de schade bij een brand. Deze taak is in Nederland vastgelegd in de Wet veiligheidsregio's en Veiligheidswet BES. De brandweer heeft tegenwoordig echter ook een preventieve functie. Ze controleert op onveilige situaties en handhaaft de regelgeving. De brandweer is in de meeste landen bereikbaar via het alarmnummer; in het grootste deel van Europa is dat 112. Bij een (dreigende) brand is het zaak de brandweer te alarmeren en het gebouw zo spoedig mogelijk te verlaten.

## Brandbestrijding
Brand wordt bestreden door het vuur te blussen of door de brand te isoleren van de omgeving zodat de brand zal doven door het opraken van de brandstof. Een brand kan worden beëindigd door het wegnemen van een van de elementen die een brand in stand houden. Deze elementen zijn weergegeven in de branddriehoek of brandvijfhoek. Brandbestrijding houdt rekening met de aard en locatie van de brand en met het stadium waarin de brand zich bevindt. Het belangrijkste blusmiddel bij de meeste branden is water. Water onttrekt energie aan vuur doordat het opwarmt bij contact met vuur waarbij uiteindelijk stoom ontstaat. Stoom heeft als bijkomende werking dat het zuurstof verdringt.
Bij een brand waarbij olie of chemische stoffen een rol spelen moet er geblust worden met poeder of schuim, met een blusdeken of door het wegnemen van zuurstof op een andere manier. Bij een huishoudelijke 'vlam in de pan' is het zaak niet te blussen met water, maar de pan af te dekken met een deksel. Hierdoor dooft het vuur door het gebrek aan zuurstof. Bij het gebruik van water zou er, doordat olie drijft op water, een groter contactoppervlak ontstaan met de lucht met steekvlammen tot gevolg. Bij een brand met chemische stoffen zal er bijna altijd geblust worden met schuim, omdat water reageert met veel verschillende stoffen, die mogelijk een explosie of een andere chemische reactie kunnen veroorzaken. Het schuim maakt simpelweg een luchtdichte deken, waardoor de brand zal doven.

## Preventie
Bij de preventie van brand zijn twee "fasen" te onderscheiden. De eerste is het voorkomen dat brand ontstaat. De tweede fase is het voorkomen dat er slachtoffers vallen en dat een beginnende brand oncontroleerbaar wordt.
Om te voorkomen dat brand ontstaat moet het risico van ontbranding geminimaliseerd worden. Zo kunnen brandbare materialen verwijderd worden of behandeld worden waardoor ze niet meer brandbaar zijn. Elektrische apparaten moeten beveiligd en goed onderhouden worden om te voorkomen dat zij bij een defect brand kunnen veroorzaken.
Een beginnende brand kan eenvoudig worden gedetecteerd met een rookmelder. Sprinklers kunnen een beginnende brand onderdrukken of zelfs blussen, daarbij worden de hete rookgassen bij het plafond gekoeld door een waterscherm.In veel gebouwen zijn kleine blusmiddelen zoals brandblussers of brandslangen aanwezig, in veel gevallen verplicht. Het gebruik van kleine blusmiddelen zonder beschermende maatregelen zoals brandweerkleding en een ademluchttoestel wordt afgeraden bij sterke rookontwikkeling of een verder ontwikkelde brand.
Om slachtoffers te voorkomen, is het noodzakelijk dat in een gebouw aanwezige personen veilig buiten kunnen komen. Hierbij is het nut van nooduitgangen het meest voor de hand liggend, maar bijvoorbeeld ook de afvoer van rook en warmte is van belang.

## Historische stadsbranden
Door het grootschalige gebruik van hout waren dichtbebouwde steden zeer gevoelig voor brand. Door het ontbreken van voldoende ontwikkelde blusmiddelen kon een brand zich snel uitbreiden. Enkele voorbeelden van stadsbranden:
- Grote brand van Rome in 64
- Grote brand van Londen in 1666
- Stadsbrand van Enschede in 1862
- Maagdenburg in 1631

## Door brand verwoest
- 8 december 1881: Ringtheaterbrand (Ringtheater in Wenen)
- 4 mei 1897: Bazar de la Charité, Parijs
- 19 april 1929: Paleis voor Volksvlijt in Amsterdam
- 27 februari 1933: Rijksdagbrand (Rijksdag in Berlijn)
- 18 december 1964: Gebouw voor Kunsten en Wetenschappen in Den Haag
- 22 mei 1967: Brand in de Innovation (Innovation in Brussel)
- 13 mei 2008: Faculteitsgebouw Bouwkunde TU Delft in Delft
- 9 december 2010: Gemeentehuis in Voerendaal
- 5 januari 2011: Brand Moerdijk 5 januari 2011 (Chemie-Pack in Moerdijk)
- 29 december 2011: Theater 't Speelhuis in Helmond
- 15 april 2019: Notre Dame van Parijs